# Mesobuthus
Mesobuthus са род скорпиони, принадлежащи към семейство Buthidae. Видовете от този род се срещат основно в Южна Европа и на юг от Азия.

## Класификация
Род Mesobuthus
- Вид Mesobuthus agnetis (Werner, 1936)
- Вид Mesobuthus bolensis Sun, Zhu & Lourenço, 2010
- Вид Mesobuthus caucasicus (Nordmann, 1840)
- Вид Mesobuthus cyprius Gantenbein & Kropf, 2000
- Вид Mesobuthus eupeus (C.L. Koch, 1839)
- Вид Mesobuthus extremus (Werner, 1936)
- Вид Mesobuthus gibbosus (Brullé, 1832)
- Вид Mesobuthus karshius Sun & Sun, 2011
- Вид Mesobuthus longichelus Sun & Zhu, 2010
- Вид Mesobuthus macmahoni (Pocock, 1900)
- Вид Манджурски скорпион (Mesobuthus martensii) (Karsch, 1879)
- Вид Mesobuthus nigrocinctus (Ehrenberg, 1828)
- Вид Mesobuthus phillipsi (Pocock, 1889)
- Вид Mesobuthus vesiculatus (Pocock, 1899)